# Acide psyllique
L'acide psyllique ou acide tritriacontanoïque (nom systématique) est un acide gras saturé à très longue chaîne (C33:0) de formule chimique CH3–(CH2)31–COOH.